# Serpula indica
Serpula indica är en ringmaskart som beskrevs av Parab och Gaikwad 1989. Serpula indica ingår i släktet Serpula och familjen Serpulidae. Inga underarter finns listade i Catalogue of Life.